# أحمد عفانة
أحمد عفانة (أبو المعتصم،1925-24 فبراير 2015) هو سياسي فلسطيني، ولد في قرية بورين قضاء نابلس ودرس في مدارس قريته، ومن ثم انتقل إلى نابلس ليشارك في جيش الجهاد المقدس عام 1948 بقيادة عبد القادر الحسيني، وبعدها شارك بالجيش العربي الأردني حيث اجتاز عدة دورات عسكرية في بريطانيا وبقي مستمراً في عمله، وعُين قائد كتيبة الهندسة الرابعة، وشارك أيضاً في معركة الكرامة عام 1968، وتقاعد بعد حرب حزيران1967 وكان برتبة عقيد. عضو المجلس الوطني الفلسطيني والمجلس المركزي.

## حياته السياسية
كان أحمد إبراهيم عفانة من أوائل الأشخاص الذين انتسبوا إلى حركة فتح عام 1970، وشغل منصب مدير للعمليات المركزية في حركة المقاومة الفلسطينية بعد خروج المقاومة الفلسطينية من الأردن عام1971 وعين في المجلس الثوري لحركة فتح، وكان له دور في بناء هياكل الجناح العسكري لحركة فتح قوات العاصفة كنائب لرئيس هيئة الأركان بالثورة الفلسطينية، وعمل مساعد للشهيد خليل الوزير. وبعد خروج المقاومة من بيروت عام 1982 ُكّلف بالإشراف على القوات العسكرية الفلسطينية بالشتات.